# FC Wil/Saison 1953/54
Dieser Artikel hat den FC Wil in der Saison 1953/54 zum Thema. Die Saison war die zweite Saison der Wiler in der zweithöchsten Spielklasse und gleichzeitig die letzte, bis der Verein in der Saison 1991/92 wieder in die zweithöchste Liga aufstieg.

## Ausgangslage
Der FC Wil war in der vorherigen Saison stark in die Hinrunde gestartet und war zuhause unbesiegt geblieben. In der Rückrunde liess die Mannschaft stark nach und verlor auch zuhause, teilweise sogar mit vier Gegentreffern. Die Wiler platzierten sich schliesslich auf dem achten Platz, nachdem sie nach der Rückrunde noch auf dem vierten Platz standen.

## Saisonverlauf

### Hinrunde
Das erste Vorbereitungsspiel absolvierten die Wiler bei Red Star in Zürich, welches die Wiler klar mit 0:3 für sich entscheiden konnten. Das zweite Freundschaftsspiel vor der Hinrunde spielten die Wiler gegen die höherklassigen Grasshoppers, welches die Hoppers mit 0:1 gewannen. Am ersten Spieltag der Meisterschaft empfingen die Wiler zuhause den FC Thun und gewannen 3:0, nachdem es zur Pause noch 2:0 gestanden hatte. Der Kommentator im «Der Bund» bezeichnete den sauberen Sieg der Wiler als «überraschend». Ende August wurde bekannt, dass der Spieler Rudolf Faes aufgrund eines Fehlers beim Sekretariat des FC Wil irrtümlicherweise nicht auf der Spielerstammliste aufgeführt war und trotzdem eingesetzt wurde. Eine Forfaitniederlage der Wiler stand damit so gut wie fest. In der zweiten Runde konnten die Wiler bei Urania Genf mit 1:3 einen klaren Sieg erringen. Der Kommentator der «Die Tat» analysierte, dass die Stärke der Wiler vor allem vom halblinks spielenden Spielertrainer Kissling und dem zur neuen Saison erst von den Grasshoppers nach Wil gewechselten Alfons Edenhofer ausging. Es war denn auch Kissling der die Wiler in der 44. Minute in Führung schoss. Die weiteren Tore der Wiler fielen in der zweiten Halbzeit via 25-Meter-Freistoss durch Schulze und nach einem «schöne[n] Kombinationsangriff» durch Reichle. Eine Minute vor Abpfiff schossen die «fairen und einsatzvoll kämpfenden» Gastgeber durch Rothacher noch den Ehrentreffer. Der FC Wil bildete mit Cantonal und Malley ein Spitzentrio. In der letzten Partie des Augusts gewannen die Wiler 2:0 gegen Yverdon. Edenhofer erzielte in der 20. Minute das 1:0 per Handspenalty, drei Minuten vor Schluss erzielte Schulze nach einer Zusammenarbeit mit Edenhofer und Reichle das 2:0 zum Schlussresultat. Der Kommentator der «Die Tat» hob bei diesem Spiel insbesondere die «überragende einheimische Hintermannschaft» hervor. Eine Woche später verloren die Wiler zum ersten Mal, 1:2 gegen die Young Fellows. Gemäss dem Kommentar des Sportreporters der «Die Tat» waren die «YF» in der ersten Hälfte klar überlegen, stärkster Mann sei wiederum trotzdem der Wiler Edenhofer gewesen. Zur Pause stand es für die Gäste 0:2. In der 75. Minute erzielten die Wiler den Anschlusstreffer als Reichle. Kurz darauf wurde auch die Forfaitniederlage aufgrund eines unqualifizierten Spielers der Wiler in der ersten Runde gegen Thun bestätigt. Die Wiler fielen aufgrund der 0:3-Niederlage auf Platz 7 in der Liga.
Das erste Vorbereitungsspiel absolvierten die Wiler bei Red Star in Zürich, welches die Wiler klar mit 0:3 für sich entscheiden konnten. Das zweite Freundschaftsspiel vor der Hinrunde spielten die Wiler gegen die höherklassigen Grasshoppers, welches die Hoppers mit 0:1 gewannen. Am ersten Spieltag der Meisterschaft empfingen die Wiler zuhause den FC Thun und gewannen 3:0, nachdem es zur Pause noch 2:0 gestanden hatte. Der Kommentator im «Der Bund» bezeichnete den sauberen Sieg der Wiler als «überraschend». Ende August wurde bekannt, dass der Spieler Rudolf Faes aufgrund eines Fehlers beim Sekretariat des FC Wil irrtümlicherweise nicht auf der Spielerstammliste aufgeführt war und trotzdem eingesetzt wurde. In der zweiten Runde konnten die Wiler bei Urania Genf mit 1:3 einen klaren Sieg erringen. Der Kommentator der «Die Tat» analysierte, dass die Stärke der Wiler vor allem vom halblinks spielenden Spielertrainer Kissling und dem zur neuen Saison erst von den Grasshoppers nach Wil gewechselte Edenhofer ausging. Es war denn auch Kissling der die Wiler in der 44. Minute in Führung schoss. Die weiteren Tore der Wiler fielen in der zweiten Halbzeit via 25-Meter-Freistoss durch Schulze und nach einem «schöne[m] Kombinationsangriff» durch Reichle. Eine Minute vor Abpfiff schossen die «fairen und einsatzvoll kämpfenden» Gastgeber durch Rothacher noch den Ehrentreffer. Der FC Wil bildete mit Cantonal und Malley ein Spitzentrio. In der letzten Partie des Augusts gewannen die Wiler 2:0 gegen Yverdon. Edenhofer erzielte in der 20. Minute das 1:0 per Handspenalty, drei Minuten vor Schluss erzielte Schulze nach einer Zusammenarbeit mit Edenhofer und Reichle das 2:0 zum Schlussresultat. Der Kommentator der «Die Tat» hob bei diesem Spiel insbesondere die «überragende einheimische Hintermannschaft» hervor. Eine Woche später verloren die Wiler zum ersten Mal, 1:2 gegen die Young Fellows. Gemäss des Kommentars des Sportreporters der «Die Tat» waren die «YF» in der ersten Hälfte klar überlegen, stärkster Mann sei wiederum trotzdem der Wiler Edenhofer gewesen. Zur Pause stand es für die Gäste 0:2. In der 75. Minute erzielten die Wiler den Anschlusstreffer als Reichle «einen präzisen Flankenball von rechts bombig in die Maschen» setzte. Mit viel Glück hätten die Gäste den Vorsprung bis zum Schluss halten können. Kurz darauf wurde auch die Forfaitniederlage aufgrund eines unqualifizierten Spielers der Wiler in der ersten Runde gegen Thun bestätigt. Die Wiler fielen aufgrund der 0:3-Niederlage auf Platz 7 in der Liga. In der nächsten Runde traten die Wiler in Winterthur zum «Ostschweizer Derby» an. Bereits zur Pause lagen die «Löwen» mit 2:0 vorne. In der 73. Minute konnte Edenhofer per Foulpenalty einen Ehrentreffer erzielen. Die Wiler verloren deutlich mit 4:1. Mit dieser klaren Niederlage fielen sie auf Platz 11. Anschliessend spielten die Wiler ein Freundschaftsspiel gegen den FC Konstanz 1900 VfR, welches die Wiler mit 8:4 gewinnen konnten. In der nächsten Runde empfingen die Wiler den FC Aarau und gewannen mit 3:1, nachdem es zur Pause noch 2:0 stand. In der ersten Oktoberpartie verloren die Wiler in Lugano 2:1. Der Kommentator in «Der Bund» hielt fest, dass seiner Meinung nach der Spielausgang überhaupt nicht dem Spiel entsprochen habe. Die Wiler hätten einen besseren Eindruck gegen die «willig, aber oft ohne System angreifenden Einheimischen» hinterlassen. Lugano gewann aufgrund eines Eigentores nach «verfehlter Rückgabe» und hatte zuvor einen Penalty verschossen. Das Kantonsderby zuhause gegen den FC St. Gallen, das während der Olma stattfand, war ereignisreich. Die erste Hälfte gehörte den Wilern. Sie gingen bereits in der 2. Minute durch Gäwiler  in Führung und erzielten in der 12. Minute per Foulpenalty durch Edenhofer das 2:0 zum Pausenresultat. Baltensberger musste aufgrund des vorangegangenen Fouls des St. Galler Verteidigers Tanner mit einer Fussquetschung vom Feld. Die Wiler spielten somit für 75 Minuten nur zu zehnt und nach dem Ausfall von Brönnimann nach einer guten halben Stunde sogar nur noch zu neunt. Die zweite Hälfte war dann klar in St. Galler Händen. Die St. Galler erzielten durch Keller und Winkler zwei Tore zum 2:2-Unentschieden, was der Kommentator der «Die Tat» als «für die Gäste schmeichelhaft» bezeichnete. Der 1:0-Sieg gegen Locarno war aus Sicht des Reporters des «Der Bund» ein «schwarzer Tag für den Platzklub, dem nichts gelingen wollte». Stärkster Spieler war der Wiler Verteidiger Brönnimann, der die «berechtigten Siegesaussichten der Tessiner je und je zerschlug». Auch der Reporter des «Giornale del Popolo» sprach davon, dass der FC Locarno besser gespielt, ihm aber das Glück gefehlt habe («La fortuna non è stala però alleala dei ‹bianchi›.»). Beim Gastpiel in Lausanne bei Malley wurden die Wiler gleich mit 4:0 abgefertigt. Die Wiler seien zwar bemüht gewesen, aber die Angriffe seien am Ende harmlos gegen die als gesamte Mannschaft stark aufgetretenen Lausanner geblieben, meinte der Reporter der «Feuille d'avis de Lausanne», einen Eindruck der sein Kollege des «Der Bund» teilte. Das nächste Wochenende hatte Wil spielfrei. Auch gegen den FC Schaffhausen konnten die Wiler nicht überzeugen und verloren 3:1. In einem attraktiven Spiel gewannen die Wiler zuhause gegen Solothurn 2:0. Beide Tore erzielte Edenhofer jeweils in der 15. und in der 60. Minute. Der Reporter der «Die Tat» hielt knapp fest: «Den Sieg haben die Wiler verdient.» und hob die «erstklassige» Wiler Verteidigung, sowie den Goalie Scagnetti hervor. In der nächsten Runde erspielten die Wiler in Neuenburg gegen die in der Tabelle zweitplatzierten Cantonal ein 1:1-Unentschieden, was die Neue Zürcher Zeitung als «Kunststücklein» bezeichnete. In der ersten Dezemberpartie verloren die Wiler gleich mit 6:1 beim FC Thun. Der Kommentator des «Oberländer Tagblatt» lobte den starken Angriff der Berner Oberländer und liess sich zu folgendem Kommentar hinreissen:

«Nach Oscar Wilde verteidigen Frauen sich, indem sie angreifen. Zweifellos lässt sich damit der Einfluss erklären, den das schwache Geschlecht zu allen Zeiten auzuüben [sic!] verstanden hat und mancher Triumph im Spiel der Kräfte wird diesem Angriffsgeist zu verdanken sein. Es sei nun allerdigns [sic!] nicht der FC Thun dem schwachen Geschlecht gleichgestellt, aber was im Sport, der Kampf ist, Angriff bedeutet, ist mehr als 2500 Zuschauern gestern vor Augen geführt worden.»

Die Wiler konnten nur in der 70. Minute mit einem Tor des Mittelstürmers Gandini nach einer Vorarbeit von Kissling einen Ehrentreffer zum zwischenzeitlichen 3:1 erzielen. In der zweiten Hälfte beim Heimspiel gegen Urania aus Genf gingen die Wiler mit einem Tor von Edenhofer in Führung. Die Gäste konnten allerdings reagieren und entschieden die Partie mit 1:2 für sich. Beim Spiel bei Yverdon lagen die Wiler bereits ab der 13. Minute im Rückstand und liefen folglich diesem einzigen Tor dem gesamten Spiel letztlich ohne Erfolg hinterher. In der Partie am 27. Dezember verloren die Wiler im Zürcher Letzigrund klar und deutlich mit 5:0 gegen die Young Fellows. Der FC Wil platzierte sich so am Ende der Hinrunde mit 12 Punkten aus 17 Spielen auf dem 11. und damit viertletzten Platz.

### Rückrunde
Zur Vorbereitung nach den zwei Cuprunden im Januar und vor dem Beginn der Rückrunde spielten die Wiler zuhause gegen den FC Basel. Das Spiel gewannen die oberklassigen Basler mit 1:3. Am ersten Spieltag der Rückrunde empfingen die Wiler den FC Winterthur. Zur Pause führten sie noch 1:0, verloren das Spiel allerdings mit 2:3. Das für den 28. Februar geplante Spiel beim FC Aarau wurde verschoben. Am 7. März verloren die Wiler zuhause 1:2 gegen den zweitplatzierten FC Lugano, die bereits nach zwei Minuten in Führung gingen und in der 10. Minute das 0:2 nachlegten. Die Wiler konnten Edenhofer noch den Anschlusstreffer erzielen. Die Gazzetta Ticinese meinte zur Leistung der Tessiner: «Doch mit etwas Glück gelang es den Tessinern, das Spiel noch für sich zu entscheiden.» («Ma con un po' di fortuna i ticinesi riescono a terminare la partita sempre in vantaggio.») Im Kellerduell in der nächsten Runde beim FC Locarno unterlagen die Wiler 3:2. Die Tessiner führten bereits ab der 10. Minute nach einem Tor von Ravani. Gähwiler konnte in der 24. Minute ausgleichen, aber noch in der 44. Minute erzielte Ferraris den erneuten Führungstreffer. In der zweiten Hälfte erhöhte Locarno in der 72. Minute auf 3:1, Edenhofer konnte in der 82. Minute noch den Anschlusstreffer erzielen. Das «Eco di Locarno» sah das Resultat als nicht dem Spiel entsprechend an und versah den Spielbericht mit der Überschrift «Klare weisse [gemeint ist Locarno] Überlegenheit, trotz knappem Sieg» («Netta la superiorità dei bianchi malgrado la vittoria di misura»). Beim Spiel gegen den Aufstiegskandidaten Malley kommentierte der Reporter im «Der Bund» prophezeiend: «Wil hinterließ einen schwachen Eindruck und wird sich in der Nationalliga nicht mehr retten können.» Wil verlor das Spiel 2:4 und hatte mittlerweile acht Spiele in Folge verloren. Beim Aufeinandertreffen der beiden Tabellenletzten konnte Wil die Partie beim FC Aarau mit 0:1 knapp für sich entscheiden. Das einzige Tor für die Wiler Mannschaft erzielte Reichle. Beim zweiten Kantonsderby zwischen St. Gallen und Wil, konnten die Wiler zwar in der ersten Hälfte mit 0:1 in Führung gehen, die Hauptstädter konnten in der zweiten Hälfte allerdings ein Unentschieden erzwingen. Das für den 11. April geplante Zusammentreffen zuhause mit dem FC Schaffhausen, wurde auf den 24. April verschoben. Dieses Nachtragsspiel konnten die Wiler gleich eine Woche später mit 3:0 gewinnen. Schaffhausen musste die ganze zweite Halbzeit zu zehnt fertig spielen. Aufgrund des Spiels sei der Sieg aber verdient gewesen, zeigte sich «Die Tat» überzeugt. Mit diesem Spiel ging der Abstiegskampf in die entscheidende Phase. Alle Teams hatten noch zwei Partien vor sich. Aarau hatte 16 Punkte, Wil deren 17. Die weiteren hinteren Plätze hatten Urania und Locarno mit jeweils 18 Punkten. Der Kommentator der «Berner Tagwacht» prognostizierte: «Aarau und Wil scheinen am meisten gefährdet zu sein, zumal sie keine leichten Spiele vor sich haben[.]» Mit dieser Feststellung sollte er recht behalten. Bereits in der nächsten Runde stand der Abstieg fest. Wil verlor als Gast beim FC Solothurn gleich mit 5:0 und stieg damit in die 1. Liga ab. Gleichzeitig stand mit Aarau auch der andere Absteiger in die 1. Liga fest. Im allerletzten Spiel in der Nationalliga B gingen die Wiler zuhause gegen den FC Cantonal gleich mit 0:7 unter. Die «Feuille d'Avis de Neuchâtel» kommentierte zum Spiel, dass der FC Cantonal wie ausgewechselt gespielt habe, verglichen mit dem zum Teil mittelmässigen Spiel im Verlaufe der Saison. Sogar die Wiler Verantwortlichen hätten zugeben müssen, dass sie sich nicht hätten erinnern können, eine Mannschaft mit einer solchen «Leichtigkeit und Brillanz» («une telle aisance et un tel brio») in Wil spielen zu sehen. Die 0:7-Niederlage sollte das letzte Nationalliga B Spiel in Wil für über 38 Jahre sein.

### Cup
Die für den 10. Januar geplante Achtelfinalpartie zwischen Wil und Baden wurde wegen Schnees um eine Woche verschoben. Die Wiler konnten sich eine Woche später gegen das unterklassige Baden (1. Liga) mit 5:1 deutlich durchsetzen, das Spiel wurde im St. Galler Espenmoos ausgetragen, weil beide Plätze in Wil und Baden nicht bespielbar waren. Im Viertelfinal trafen die Wiler auf «harte[m] Terrain», bei «kalte[r] Brise» und «bissiger Kälte» zuhause auf den FC Fribourg. Der Reporter der Freiburger Nachrichten war vom Spiel wenig begeistert und bezeichnete das Spiel allgemein als «schwach» und Freiburg als «glückliche Sieger».

## Resultate

### Freundschaftsspiele (Hinrunde)
| 2. August 1953 | FC Red Star Zürich | 0:3 | FC Wil | Sportanlage Allmend Brunau, Zürich |
| 2. August 1953 |                    |     |        | Sportanlage Allmend Brunau, Zürich |

| 9. August 1953 | FC Wil | 0:1 | Grasshoppers Zürich | Lindengut, Wil |
| 9. August 1953 |        |     |                     | Lindengut, Wil |

| 20. September 1953 | FC Wil | 8:4 | FC Konstanz 1900 VfR | Lindengut, Wil |
| 20. September 1953 |        |     |                      | Lindengut, Wil |

### Hinrunde
| 16. August 1953 | FC Wil | 0:3 | FC Thun | Lindengut, Wil |
| 16. August 1953 |        |     |         | Lindengut, Wil |

| 23. August 1953 | Urania Genève Sport | 1:3 | FC Wil | Stade de Frontenex, Cologny |
| 23. August 1953 |                     |     |        | Stade de Frontenex, Cologny |

| 30. August 1953 | FC Wil | 2:0 | Yverdon Sport FC | Lindengut, Wil Zuschauer: 2000 |
| 30. August 1953 |        |     |                  | Lindengut, Wil Zuschauer: 2000 |

| 6. September 1953 | FC Wil | 1:2 | Young Fellows Zürich | Lindengut, Wil Zuschauer: 2000 |
| 6. September 1953 |        |     |                      | Lindengut, Wil Zuschauer: 2000 |

| 13. September 1953 | FC Winterthur | 4:1 | FC Wil | Schützenwiese, Winterthur Zuschauer: 4000 |
| 13. September 1953 |               |     |        | Schützenwiese, Winterthur Zuschauer: 4000 |

| 27. September 1953 | FC Wil | 3:1 | FC Aarau | Lindengut, Wil |
| 27. September 1953 |        |     |          | Lindengut, Wil |

| 4. Oktober 1953 | FC Lugano | 2:1 | FC Wil | Stadio di Cornaredo, Lugano Zuschauer: 700 |
| 4. Oktober 1953 |           |     |        | Stadio di Cornaredo, Lugano Zuschauer: 700 |

| 11. Oktober 1953 | FC Wil | 2:2 | FC St. Gallen | Lindengut, Wil Zuschauer: 2500 |
| 11. Oktober 1953 |        |     |               | Lindengut, Wil Zuschauer: 2500 |

| 18. Oktober 1953 | FC Wil | 1:0 | FC Locarno | Lindengut, Wil Zuschauer: 1800 |
| 18. Oktober 1953 |        |     |            | Lindengut, Wil Zuschauer: 1800 |

| 25. Oktober 1953 | FC Malley | 4:0 | FC Wil | Stade du Bois-Gentil, Lausanne Zuschauer: 2500 Schiedsrichter: Von Gunten (Bern) |
| 25. Oktober 1953 |           |     |        | Stade du Bois-Gentil, Lausanne Zuschauer: 2500 Schiedsrichter: Von Gunten (Bern) |

| 8. November 1953 | FC Schaffhausen | 3:1 | FC Wil | Stadion Breite, Schaffhausen Zuschauer: 3200 |
| 8. November 1953 |                 |     |        | Stadion Breite, Schaffhausen Zuschauer: 3200 |

| 15. November 1953 | FC Wil | 2:0 | FC Solothurn | Lindengut, Wil Zuschauer: 1500 |
| 15. November 1953 |        |     |              | Lindengut, Wil Zuschauer: 1500 |

| 29. November 1953 | FC Cantonal Neuchâtel | 1:1 | FC Wil | Stade de la Maladière, Neuenburg |
| 29. November 1953 |                       |     |        | Stade de la Maladière, Neuenburg |

| 6. Dezember 1953 | FC Thun | 6:1 | FC Wil | Thun Zuschauer: 2500 |
| 6. Dezember 1953 |         |     |        | Thun Zuschauer: 2500 |

| 13. Dezember 1953 | FC Wil | 1:2 | Urania Genève Sport | Lindengut, Wil |
| 13. Dezember 1953 |        |     |                     | Lindengut, Wil |

| 20. Dezember 1953 | Yverdon Sport FC | 1:0 | FC Wil | Yverdon-les-Bains Zuschauer: 1700 |
| 20. Dezember 1953 |                  |     |        | Yverdon-les-Bains Zuschauer: 1700 |

| 27. Dezember 1953 | Young Fellows Zürich | 5:0 | FC Wil | Letzigrund, Zürich Zuschauer: knapp 3000 |
| 27. Dezember 1953 |                      |     |        | Letzigrund, Zürich Zuschauer: knapp 3000 |

### Freundschaftsspiele (Rückrunde)
| 14. Februar 1954 | FC Wil | 1:3 | FC Basel | Lindengut, Wil |
| 14. Februar 1954 |        |     |          | Lindengut, Wil |

### Rückrunde
| 21. Februar 1954 | FC Wil | 2:3 | FC Winterthur | Lindengut, Wil |
| 21. Februar 1954 |        |     |               | Lindengut, Wil |

| 7. März 1954 | FC Wil | 1:2 | FC Lugano | Lindengut, Wil |
| 7. März 1954 |        |     |           | Lindengut, Wil |

| 14. März 1954 | FC Locarno | 3:2 | FC Wil | Stadio Lido, Locarno Zuschauer: 1500 |
| 14. März 1954 |            |     |        | Stadio Lido, Locarno Zuschauer: 1500 |

| 21. März 1954 | FC Wil | 2:4 | FC Malley | Lindengut, Wil Zuschauer: 1800 |
| 21. März 1954 |        |     |           | Lindengut, Wil Zuschauer: 1800 |

| 28. März 1954 | FC Aarau | 0:1 | FC Wil | Stadion Brügglifeld, Suhr Zuschauer: 2600 Schiedsrichter: Bergamini (Viganello) |
| 28. März 1954 |          |     |        | Stadion Brügglifeld, Suhr Zuschauer: 2600 Schiedsrichter: Bergamini (Viganello) |

| 4. April 1954 | FC St. Gallen | 1:1 | FC Wil | Espenmoos, St. Gallen |
| 4. April 1954 |               |     |        | Espenmoos, St. Gallen |

| 24. April 1954 | FC Wil | 3:0 | FC Schaffhausen | Lindengut, Wil Schiedsrichter: Schicker (Bern) |
| 24. April 1954 |        |     |                 | Lindengut, Wil Schiedsrichter: Schicker (Bern) |

| 2. Mai 1954 | FC Solothurn | 5:0 | FC Wil | Stadion Solothurn, Solothurn |
| 2. Mai 1954 |              |     |        | Stadion Solothurn, Solothurn |

| 9. Mai 1954 | FC Wil | 0:7 | FC Cantonal Neuchâtel | Lindengut, Wil |
| 9. Mai 1954 |        |     |                       | Lindengut, Wil |

### Cup
| 17. Januar 1954 | FC Wil | 5:1 | FC Baden | Espenmoos, St. Gallen |
| 17. Januar 1954 |        |     |          | Espenmoos, St. Gallen |

| 24. Januar 1954 | FC Wil | 1:2 | FC Fribourg | Lindengut, Wil Zuschauer: 1500 |
| 24. Januar 1954 |        |     |             | Lindengut, Wil Zuschauer: 1500 |

## Tabellen

### Hinrunde
| Pl.                                                          | Verein               | Sp. | S  | U | N  | Tore    | Diff. | Punkte |
| ------------------------------------------------------------ | -------------------- | --- | -- | - | -- | ------- | ----- | ------ |
| 1.                                                           | FC Thun              | 17  | 11 | 1 | 5  | 042:240 | +18   | 23     |
| 2.                                                           | Cantonal Neuchâtel   | 17  | 10 | 3 | 4  | 043:260 | +17   | 23     |
| 3.                                                           | Young Fellows Zürich | 17  | 10 | 3 | 4  | 042:290 | +13   | 23     |
| 4.                                                           | FC Malley            | 16  | 8  | 5 | 3  | 042:250 | +17   | 21     |
| 5.                                                           | FC Lugano            | 16  | 9  | 3 | 4  | 035:260 | +9    | 21     |
| 6.                                                           | Yverdon-Sport FC     | 17  | 9  | 3 | 5  | 022:240 | −2    | 21     |
| 7.                                                           | FC Winterthur        | 17  | 7  | 3 | 7  | 044:360 | +8    | 17     |
| 8.                                                           | FC Schaffhausen      | 17  | 5  | 6 | 6  | 028:280 | ±0    | 16     |
| 9.                                                           | FC Solothurn         | 17  | 6  | 3 | 8  | 025:330 | −8    | 15     |
| 10.                                                          | Urania Genève Sport  | 17  | 5  | 3 | 9  | 016:260 | −10   | 13     |
| 11.                                                          | FC Wil               | 17  | 5  | 2 | 10 | 020:370 | −17   | 12     |
| 12.                                                          | FC St. Gallen        | 16  | 3  | 5 | 8  | 024:330 | −9    | 11     |
| 13.                                                          | FC Locarno           | 16  | 4  | 2 | 10 | 024:420 | −18   | 10     |
| 14.                                                          | FC Aarau             | 17  | 2  | 4 | 11 | 017:350 | −18   | 08     |
| Quelle: Feuille d'Avis de Lausanne, Stand: Nach der Hinrunde |                      |     |    |   |    |         |       |        |

### Rückrunde
| Pl.                                                   | Verein               | Sp. | S  | U  | N  | Tore    | Diff. | Punkte |
| ----------------------------------------------------- | -------------------- | --- | -- | -- | -- | ------- | ----- | ------ |
| 1.                                                    | FC Lugano            | 26  | 16 | 4  | 6  | 055:380 | +17   | 36     |
| 2.                                                    | FC Thun              | 26  | 16 | 4  | 6  | 060:340 | +26   | 36     |
| 3.                                                    | FC Malley            | 26  | 13 | 8  | 5  | 059:380 | +21   | 34     |
| 4.                                                    | Cantonal Neuchâtel   | 26  | 13 | 5  | 8  | 060:390 | +21   | 31     |
| 5.                                                    | Young Fellows Zürich | 26  | 13 | 4  | 9  | 059:470 | +12   | 30     |
| 6.                                                    | FC Schaffhausen      | 26  | 9  | 10 | 7  | 050:420 | +8    | 28     |
| 7.                                                    | Yverdon-Sport FC     | 26  | 11 | 5  | 10 | 038:390 | −1    | 27     |
| 8.                                                    | FC St. Gallen        | 26  | 8  | 7  | 11 | 044:510 | −7    | 23     |
| 9.                                                    | FC Solothurn         | 26  | 9  | 5  | 12 | 041:500 | −9    | 23     |
| 10.                                                   | FC Locarno           | 26  | 9  | 4  | 13 | 039:550 | −16   | 22     |
| 11.                                                   | FC Winterthur        | 26  | 8  | 5  | 13 | 056:570 | −1    | 21     |
| 12.                                                   | Urania Genève Sport  | 26  | 7  | 6  | 13 | 031:470 | −16   | 20     |
| 13.                                                   | FC Wil               | 26  | 7  | 3  | 16 | 032:620 | −30   | 17     |
| 14.                                                   | FC Aarau             | 26  | 5  | 6  | 15 | 027:520 | −25   | 16     |
| Quelle: Feuille d'Avis de Lausanne, Stand: Saisonende |                      |     |    |    |    |         |       |        |

- Der FC Lugano und der FC Thun stiegen in die NLA auf. Da beide Vereine gleich viele Punkte hatten, wurde der Meister NLB in einem Entscheidungsspiel ermittelt.
- Der FC Wil und der FC Aarau stiegen in die 1. Liga ab.